# Weisshorn (Arosa)
Weisshorn är en bergstopp i Schweiz. Den ligger i regionen Plessur och kantonen Graubünden, i den östra delen av landet. Toppen på Weisshorn är 2 653 meter över havet.
Den högsta punkten i närheten är Aroser Rothorn, 2 980 meter över havet, 6,0 km söder om Weisshorn.
Trakten runt Weisshorn består i huvudsak av kala bergstoppar.